# Простейшая формула
В химии простейшая формула химического соединения — формула с простейшим положительным целочисленным соотношением атомов, присутствующих в соединении. Простым примером этой концепции является то, что простейшая формула монооксида серы, или SO, будет просто SO, как и простейшая формула диоксида дисеры, S2O2. Таким образом, оксид серы и диоксид дисеры, оба являющиеся соединением серы и кислорода, имеют одну и ту же простейшую формулу. Однако их химические формулы, которые выражают количество атомов в каждой молекуле химического соединения, не совпадают.
В простейшей формуле ничего не говорится о расположении или количестве атомов. Она стандартна для многих ионных соединений, таких как хлорид кальция (CaCl2), и для макромолекул, таких как диоксид кремния (SiO2).
С другой стороны, химическая формула показывает количество атомов каждого вещества в молекуле. Структурная формула показывает расположение атомов в молекуле. Как показано выше, вполне возможно, что разные типы соединений имеют одинаковые простейшие формулы.
Для того, чтобы определить, сколько процентов каких элементов содержит образец, он анализируется при помощи элементного анализа.

## Примеры
- Глюкоза (C6H12O6), рибоза (C5H10O5), уксусная кислота (C2H4O2) и формальдегид (CH2O) имеют разные химические формулы, но одну и ту же простейшую формулу: CH2O. Это реальная химическая формула формальдегида, но у уксусной кислоты количество атомов в два раза больше, у рибозы в пять раз, а у глюкозы в шесть раз больше атомов.
- Химическое соединение н-гексан имеет структурную формулу CH3CH2CH2CH2CH2CH3, которая показывает, что он имеет 6 атомов углерода, расположенных в цепочку, и 14 атомов водорода. Химическая формула гексана — C6H14, а его простейшая формула — C3H7, что говорит о соотношении C:H как 3:7.

## Пример расчета
Химический анализ образца метилацетата даёт следующие элементные данные: 48,64 % углерода (C), 8,16 % водорода (H) и 43,20 % кислорода (O). Для определения простейшей формулы предположим, что у нас есть 100 граммов соединения. В этом случае проценты будут соответствовать массе каждого элемента в граммах.
Шаг 1: Замените каждый процент на массу каждого элемента в граммах. То есть 48,64 % C превращается в 48,64 г C, 8,16 % H превращается в 8,16 г H, а 43,20 % O превращается в 43,20 г O.
Шаг 2. Преобразуйте количество каждого элемента в граммах в его количество в молях:
{\displaystyle \left({\frac {48.64{\mbox{ g C}}}{1}}\right)\left({\frac {1{\mbox{ mol }}}{12.01{\mbox{ g C}}}}\right)=4.049\ {\text{mol}}}
{\displaystyle \left({\frac {8.16{\mbox{ g H}}}{1}}\right)\left({\frac {1{\mbox{ mol }}}{1.007{\mbox{ g H}}}}\right)=8.095\ {\text{mol}}}
{\displaystyle \left({\frac {43.20{\mbox{ g O}}}{1}}\right)\left({\frac {1{\mbox{ mol }}}{16.00{\mbox{ g O}}}}\right)=2.7\ {\text{mol}}}
Шаг 3. Разделите каждое из полученных значений на наименьшее из них (2.7):
{\displaystyle {\frac {4.049{\mbox{ mol }}}{2.7{\mbox{ mol }}}}=1.5}
{\displaystyle {\frac {8.095{\mbox{ mol }}}{2.7{\mbox{ mol }}}}=3}
{\displaystyle {\frac {2.7{\mbox{ mol }}}{2.7{\mbox{ mol }}}}=1}
Шаг 4: При необходимости умножьте эти числа на целое число, чтобы получить в результате целые числа:
{\displaystyle 1.5\times 2=3}
{\displaystyle 3\times 2=6}
{\displaystyle 1\times 2=2}
Таким образом, простейшая формула метилацетата — C3H6O2. Она также является его химической формулой.